# Ricardo Capilla
Ricardo Capilla es un deportista mexicano que compitió en saltos de plataforma. Ganó una medalla de bronce en los Juegos Panamericanos de 1963, en la prueba individual.

## Palmarés internacional
| Juegos Panamericanos | Juegos Panamericanos | Juegos Panamericanos | Juegos Panamericanos |
| Año                  | Lugar                | Medalla              | Prueba               |
| -------------------- | -------------------- | -------------------- | -------------------- |
| 1963                 | São Paulo (Brasil)   | Medalla de bronce    | Plataforma 10 m      |